# Bacanius acuminatus
Bacanius acuminatus är en skalbaggsart som beskrevs av Thomas Casey 1893. Bacanius acuminatus ingår i släktet Bacanius och familjen stumpbaggar. Inga underarter finns listade i Catalogue of Life.